# Bonnie MacBird
Bonnie MacBird (San Francisco, 5 novembre 1951) è un'attrice, produttrice cinematografica, sceneggiatrice scrittrice statunitense, conosciuta per aver creato il franchise Tron insieme con Steven Lisberger nel 1982 il primo sul genere della fantascienza tecnologica, il film sul computer grafico.

## Biografia
Oltre ad essere sceneggiatrice, è anche scrittrice, ha scritto la sua prima opera letteraria L'arte nel sangue (Art in The Blood).

## Vita privata
Sposata dal 1983 con l'informatico statunitense Alan Kay.

## Filmografia
- Tron (1982)
- Tron - La serie (2012 - 2013)

## Opere letterarie
- Art in The Blood (2015)
- Unquiet Spirits (2017)
- The Devil's Due (2019)
- The Three Locks (2021)